# John Lynch-Staunton
John Lynch-Staunton (né le 19 juin 1930 à Montréal et mort le 17 août 2012 à Pincher Creek dans l'Alberta), fut un homme politique canadien et chef du Parti conservateur du Canada du 8 décembre 2003 au 20 mars 2004.